# Benin na Letnich Igrzyskach Olimpijskich 1980
Reprezentacja Beninu na Letnich Igrzyskach Olimpijskich 1980 liczyła 16 zawodników (15 mężczyzn i 1 kobietę), którzy startowali w 2 dyscyplinach. Zawodnicy z tego kraju nie zdobyli żadnego medalu. Nie można jednoznacznie ustalić najmłodszego i najstarszego reprezentanta, ponieważ data urodzenia 7 zawodników jest nieznana. Wszyscy zawodnicy reprezentowali swój kraj na igrzyskach po raz pierwszy.
Był to drugi start tej reprezentacji na igrzyskach olimpijskich. Najlepszym wynikiem, jaki osiągnęli reprezentanci Beninu na Letnich Igrzyskach Olimpijskich 1980, była 9. pozycja, jaką Barthelémy Adoukonu zajął w rywalizacji pięściarzy w wadze piórkowej.

## Tło startu
Narodowy Komitet Olimpijski Beninu powstał w 1962 roku, a Międzynarodowy Komitet Olimpijski zatwierdził go tego samego roku podczas 59. sesji tejże organizacji, która odbyła się w Moskwie. 
Benin ma niewielkie tradycje sportowe. Świadczy o tym fakt, że do igrzysk w Moskwie, reprezentanci tego kraju nie zdobywali medali na najważniejszych imprezach międzynarodowych. Największym sukcesem tego kraju było zdobycie brązowego medalu podczas Igrzysk Afrykańskich 1973, które były rozgrywane w nigeryjskim mieście Lagos.
Benin na letnich igrzyskach olimpijskich zadebiutował w 1972 roku (wówczas jako Dahomej). Jego reprezentanci do czasu startu w igrzyskach w Moskwie nie zdobyli żadnego medalu olimpijskiego.

## Statystyki według dyscyplin
| Lp.     | Sport         | Mężczyźni | Kobiety |
| ------- | ------------- | --------- | ------- |
| 1.      | Boks          | 7         | 0       |
| 2.      | Lekkoatletyka | 8         | 1       |
| Łącznie | Łącznie       | 15        | 1       |

## Boks
Benin w boksie reprezentowało siedmiu zawodników. Każdy z nich wystartował w jednej konkurencji. Jeden zawodnik rozpoczął turniej 20 lipca, kolejny 21 lipca, następny 22 lipca, natomiast w dwóch następnych dniach startowało po dwóch benińskich bokserów.
Jako pierwszy podczas igrzysk w Moskwie wystartował Patrice Martin, który wziął udział w rywalizacji pięściarzy w wadze lekkiej. W pierwszej fazie zawodów spotkał się z Jordanem Lesowem z Bułgarii. W drugiej rundzie Martin został znokautowany (w 2 minucie i 16 sekundzie), i tym samym odpadł z rywalizacji o medale, zajmując 17. miejsce. W tej konkurencji najlepszy był Ángel Herrera Vera z Kuby.
Następnym reprezentantem Beninu był Aurélien Agnan, który wziął udział w rywalizacji pięściarzy w wadze lekkopółśredniej. W pierwszej konfrontacji zmierzył się z Patrizio Olivą (który później został mistrzem olimpijskim) z Włoch, z którym Agnan przegrał w pierwszej rundzie przez RSC (w 2 minucie i 15 sekundzie), a w końcowej klasyfikacji zajął 17. miejsce.
Kolejnym bokserem startującym w Moskwie był Pierre Sotoumey, który startował w wadze półśredniej. W pierwszej konfrontacji zmierzył się z Andrésem Aldamą (późniejszym zwycięzcą całej imprezy) z Kuby, z którym beniński bokser przegrał przez RSC w trzeciej rundzie (w 2 minucie i 35 sekundzie), a tym samym uplasował się na 17. miejscu. 
23 lipca wystartowali kolejni bokserzy z tego kraju. Jednym z nich był Firmin Abissi, który startował w wadze koguciej. W pierwszej fazie miał wolny los. W drugiej spotkał się z Ryszardem Czerwińskim. W pierwszej rundzie Polak znokautował Benińczyka (w 1 minucie i 12 sekundzie), a tym samym Abissi odpadł, i zajął 17. miejsce. W tej konkurencji najlepszy był Juan Hernández Pérez z Kuby.
Następnym bokserem z Beninu był Roger Houangni, który startował w wadze lekkośredniej. W 1/16 finału zmierzył się z Jacksonem Riverą z Wenezueli. Houangni przegrał 0-5, i zajął 17. miejsce. Najlepszym bokserem w tej wadze został Armando Martínez z Kuby.
Następnego dnia wystartował Barthelémy Adoukonu, bokser wagi piórkowej. W pierwszej fazie miał wolny los, natomiast w drugiej spotkał się z Anicetem Sambo z Madagaskaru. W drugiej rundzie Sambo został zdyskwalifikowany, przez co Adoukonu wygrał i awansował do następnej fazy. Tam zmierzył się z Bułgarem, Caczo Andrejkowskim. W drugiej rundzie Bułgar znokautował Adoukonu'a (w 51 sekundzie), a tym samym beniński bokser przegrał, ostatecznie zajmując 9. miejsce. W tej konkurencji najlepszy był Rudi Fink z RFN.
Ostatnim bokserem reprezentującym ten kraj był Étienne Loco Gbodolle, bokser wagi średniej. W pierwszej fazie spotkał się z Christerem Corpi ze Szwecji. Gbodolle został zdyskwalifikowany, a tym samym odpadł, zajmując 17. miejsce. W tej konkurencji najlepszy był José Gómez z Kuby.
Mężczyźni
| Zawodnik              | Konkurencja          | 1/32             | 1/16                                       | 1/8                                     | Ćwierćfinał      | Półfinał         | Finał            | Finał   |
| Zawodnik              | Konkurencja          | Przeciwnik Wynik | Przeciwnik Wynik                           | Przeciwnik Wynik                        | Przeciwnik Wynik | Przeciwnik Wynik | Przeciwnik Wynik | Pozycja |
| --------------------- | -------------------- | ---------------- | ------------------------------------------ | --------------------------------------- | ---------------- | ---------------- | ---------------- | ------- |
| Patrice Martin        | waga lekka           | —                | Jordan Lesow nokaut (druga runda)          | NQ                                      | NQ               | NQ               | NQ               | 17.     |
| Aurélien Agnan        | waga lekkopółśrednia | —                | Patrizio Oliva RSC (pierwsza runda)        | NQ                                      | NQ               | NQ               | NQ               | 17.     |
| Pierre Sotoumey       | waga półśrednia      | —                | Andrés Aldama RSC (trzecia runda)          | NQ                                      | NQ               | NQ               | NQ               | 17.     |
| Firmin Abissi         | waga kogucia         | BYE              | Ryszard Czerwiński nokaut (pierwsza runda) | NQ                                      | NQ               | NQ               | NQ               | 17.     |
| Roger Houangni        | waga lekkośrednia    | —                | Jackson Rivera 0:5                         | NQ                                      | NQ               | NQ               | NQ               | 17.     |
| Barthelémy Adoukonu   | waga piórkowa        | BYE              | Anicet Sambo DSQ                           | Caczo Andrejkowski nokaut (druga runda) | NQ               | NQ               | NQ               | 9.      |
| Étienne Loco Gbodolle | waga średnia         | —                | Christer Corpi DSQ                         | NQ                                      | NQ               | NQ               | NQ               | 17.     |

## Lekkoatletyka
Benin w lekkoatletyce reprezentowało 9 zawodników (8 mężczyzn i 1 kobieta). Wszyscy, oprócz Pascala Aho, który wystąpił w dwóch konkurencjach, wystartowali w jednej konkurencji. 
Trzech zawodników wystartowało 24 lipca. Jednym z nich był Pascal Aho, który wziął udział w dwóch konkurencjach – w biegu na 100 metrów oraz w biegu na 200 metrów (ten odbył się trzy dni później). W pierwszej z nich Aho rozpoczął eliminacje w wyścigu nr 5. Wówczas (startując z toru nr 4) uzyskał czas 11,01 i zajął 5. miejsce, co nie dało mu awansu do biegów ćwierćfinałowych (w łącznej klasyfikacji pierwszej rundy zajął 47. miejsce na 65 startujących). Zwycięzcą tej konkurencji został Allan Wells z Wielkiej Brytanii. Trzy dni później zaś wystartował w eliminacjach biegu na 200 metrów. Aho rozpoczął eliminacje od występu w piątym wyścigu, gdzie startował z toru nr 3. Uzyskawszy czas 22,09 zajął 5. miejsce, jednak nie awansował do biegów ćwierćfinałowych (w łącznej klasyfikacji pierwszej rundy zajął 39. miejsce na 57 startujących). Zwycięzcą tej konkurencji został Pietro Mennea z Włoch. 
Kolejnym zawodnikiem był Adam Assimi, który wziął udział w eliminacjach biegu na 800 metrów. Assimi rozpoczął eliminacje w wyścigu nr 5. Wówczas (startując z toru nr 3) uzyskał czas 1:59,9, i zajął ostatnie, 6. miejsce, co nie dało mu awansu do biegów ćwierćfinałowych (w łącznej klasyfikacji pierwszej rundy zajął 38. miejsce na 41 startujących). Zwycięzcą tej konkurencji został Steve Ovett z Wielkiej Brytanii. 
Benin w trójskoku reprezentował Henri Dagba. W kwalifikacjach wystąpił w grupie B. W najlepszej próbie uzyskał odległość 14,71 m, a tym samym nie wypełnił minimum potrzebnego do awansu do finału (16,55 m) i został sklasyfikowany na 18. miejscu w gronie 23. uczestników. Zwycięzcą tej konkurencji został Jaak Uudmäe z ZSRR. 
Następnego dnia w eliminacjach biegu na 100 metrów, wystąpiła jedyna zawodniczka reprezentująca Benin na tych igrzyskach – Edwige Bancole. Rozpoczęła eliminacje w wyścigu nr 2. Wówczas (startując z toru nr 7) uzyskała czas 13,19 i zajęła przedostatnie, 7. miejsce, co nie dało jej awansu do biegów ćwierćfinałowych (w łącznej klasyfikacji pierwszej rundy zajęła 36. miejsce na 40 startujących). Zwyciężyła Ludmiła Kondratjewa z ZSRR. 
Następnego dnia w eliminacjach rzutu oszczepem zaprezentował się Inoussa Dangou. W pierwszej próbie uzyskał odległość 54,20. W następnej rzucił na odległość 63,56, natomiast trzecią próbę spalił, a tym samym nie wypełnił minimum potrzebnego do awansu do finału (80,00 m) i został sklasyfikowany na 17. miejscu w gronie 18. uczestników. Zwyciężył Dainis Kūla z ZSRR. 
Następnego dnia wystartowali kolejni benińscy lekkoatleci. Jednym z nich był Léopold Hounkanrin, który wziął udział w kwalifikacjach biegu na 400 metrów. Rozpoczął on eliminacje w wyścigu nr 2. Wówczas (startując z toru nr 2) uzyskał czas 51,04 i zajął 6. miejsce, co nie dało mu awansu do biegów ćwierćfinałowych (w łącznej klasyfikacji pierwszej rundy zajął 47. miejsce na 50 startujących). Zwycięzcą tej konkurencji został Wiktor Markin z ZSRR. 
Kolejnym, który wystartował tego dnia, był Théophile Hounou, który wziął udział w kwalifikacjach skoku w dal. Został przydzielony do grupy B. W pierwszej próbie uzyskał odległość 7,07 m. W następnej skoczył na odległość 7,01 m, natomiast w trzeciej próbie uzyskał wynik 7,03 m, a tym samym nie wypełnił minimum potrzebnego do awansu do finału (7,90 m) i został sklasyfikowany na 26. miejscu w gronie 32. uczestników. Zwyciężył Lutz Dombrowski z RFN. 
Następnego dnia, w eliminacjach biegu na 5000 metrów, wystartował Amadou Alimi. Rozpoczął on eliminacje w wyścigu nr 3. Uzyskawszy czas 15:43,92, zajął 12. miejsce, co nie dało mu awansu do biegów półfinałowych (w łącznej klasyfikacji pierwszej rundy zajął 34. miejsce na 35 startujących). Zwycięzcą tej konkurencji został Miruts Yifter z Etiopii. 
Ostatnim zawodnikiem, startującym na tych igrzyskach, był Damien Degboe, który wziął udział w eliminacjach biegu na 1500 metrów. Rozpoczął eliminacje w wyścigu nr 2. Uzyskawszy czas 4:15,3 zajął ostatnie, 11. miejsce, co nie dało mu awansu do biegów półfinałowych (w łącznej klasyfikacji pierwszej rundy również zajął ostatnie miejsce, tj. 40). Zwycięzcą tej konkurencji został Sebastian Coe z Wielkiej Brytanii. 
Mężczyźni
| Zawodnik           | Konkurencja    | Eliminacje | Eliminacje | Ćwierćfinał | Ćwierćfinał | Półfinał | Półfinał | Finał    | Finał   |
| Zawodnik           | Konkurencja    | Rezultat   | Miejsce    | Rezultat    | Miejsce     | Rezultat | Miejsce  | Rezultat | Miejsce |
| ------------------ | -------------- | ---------- | ---------- | ----------- | ----------- | -------- | -------- | -------- | ------- |
| Pascal Aho         | bieg na 100 m  | 11,01      | 5.         | NQ          | NQ          | NQ       | NQ       | NQ       | 47.     |
| Pascal Aho         | bieg na 200 m  | 22,09      | 5.         | NQ          | NQ          | NQ       | NQ       | NQ       | 39.     |
| Léopold Hounkanrin | bieg na 400 m  | 51,04      | 6.         | NQ          | NQ          | NQ       | NQ       | NQ       | 47.     |
| Adam Assimi        | bieg na 800 m  | 1:59,9     | 6.         | —           | —           | NQ       | NQ       | NQ       | 38.     |
| Damien Degboe      | bieg na 1500 m | 4:15,3     | 11.        | —           | —           | NQ       | NQ       | NQ       | 40.     |
| Amadou Alimi       | bieg na 5000 m | 15:43,92   | 12.        | —           | —           | NQ       | NQ       | NQ       | 34.     |

| Zawodnik         | Konkurencja    | Eliminacje | Eliminacje | Finał    | Finał   |
| Zawodnik         | Konkurencja    | Rezultat   | Miejsce    | Rezultat | Miejsce |
| ---------------- | -------------- | ---------- | ---------- | -------- | ------- |
| Henri Dagba      | trójskok       | 14,71      | 18.        | NQ       | NQ      |
| Inoussa Dangou   | rzut oszczepem | 63,56      | 17.        | NQ       | NQ      |
| Théophile Hounou | skok w dal     | 7,07       | 26.        | NQ       | NQ      |

Kobiety
| Zawodniczka    | Konkurencja   | Eliminacje | Eliminacje | Ćwierćfinał | Ćwierćfinał | Półfinał | Półfinał | Finał    | Finał   |
| Zawodniczka    | Konkurencja   | Rezultat   | Miejsce    | Rezultat    | Miejsce     | Rezultat | Miejsce  | Rezultat | Miejsce |
| -------------- | ------------- | ---------- | ---------- | ----------- | ----------- | -------- | -------- | -------- | ------- |
| Edwige Bancole | bieg na 100 m | 13,19      | 7.         | NQ          | NQ          | NQ       | NQ       | NQ       | 36      |